# Holtershausen
Holtershausen ist eine Ortschaft der Stadt Einbeck im südniedersächsischen Landkreis Northeim.

## Geographie
Das Dorf Holtershausen, welches heute rund 60 Einwohner in 18 Wohnhäusern zählt, liegt – zwischen Hannover und Göttingen – im Leinebergland zwischen den Höhenzügen Selter im Norden, Hube im Süden und Hils im Westen und hat Verbindung zu den Bundesstraßen B 3 und B 64. Das kleine Dorf befindet sich in einem kleinen Tal am Hang (Lietberg) des Höhenzuges Hube auf etwa 230 m ü. NHN.

## Geschichte

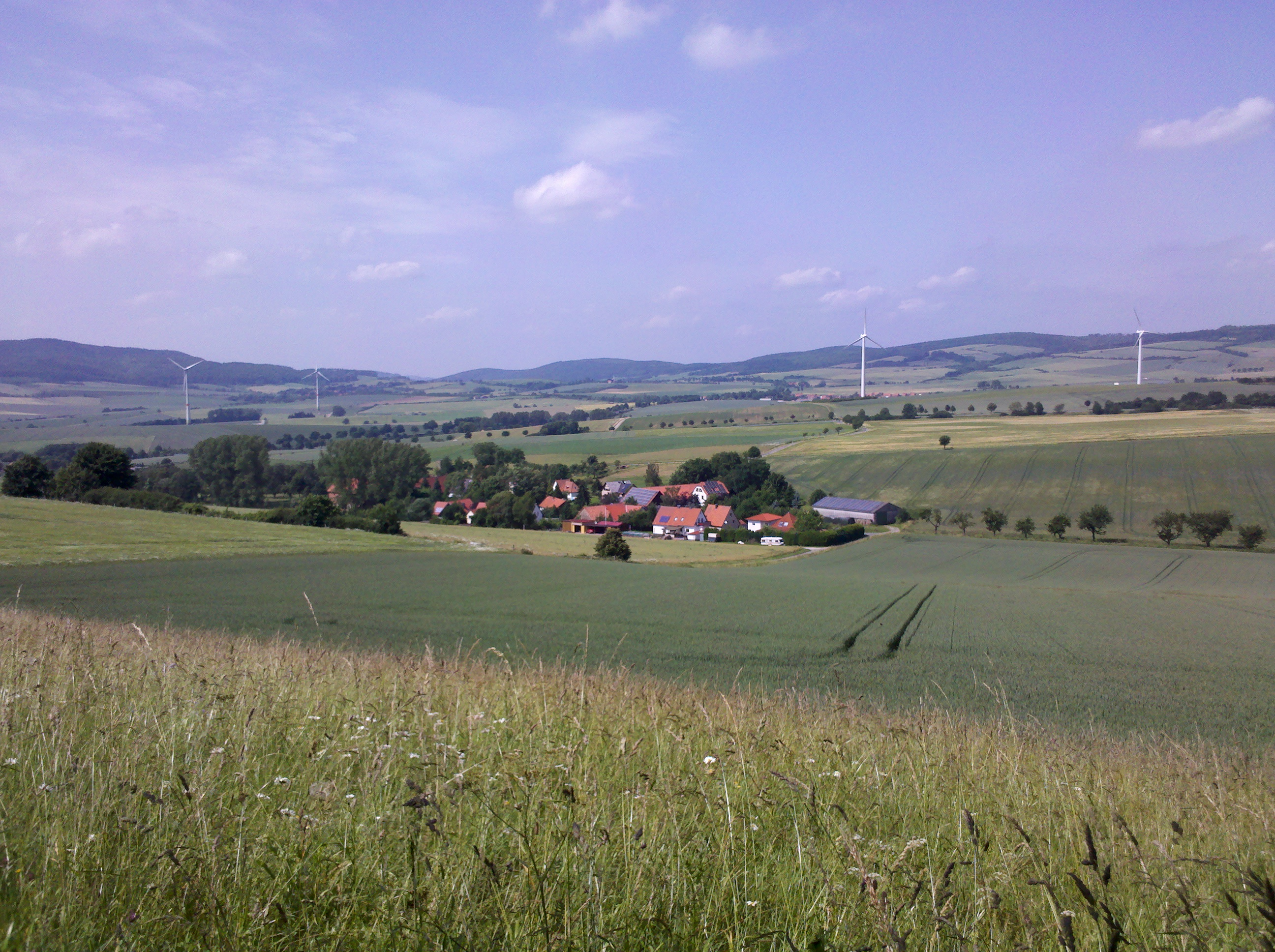
Holtershausen (Blickrichtung Nord-West)

Holtershausen wurde erstmals als Haholdeshusen erwähnt. Bereits im 9. Jahrhundert soll ein sächsischer Edelhof gleichen Namens bestanden haben, welcher früher fälschlicherweise für den Ursprung von Bad Arolsen gehalten wurde. Am 29. Juni 1148 taucht Haholdeshusen in einer Urkunde des Gandersheimer Stifts erneut auf, als Graf Hermann II. von Winzenburg 14 Hufen Land u. a. in Haholdeshusen und Brunessen (Brunsen) gegen die Burg Schildberg bei Seesen tauscht. Als Zeugen werden in dieser Urkunde ein Hahold de Ruden und Hahold de Burnham aufgeführt. Das Dorf wird somit früher eine Gründung oder im Besitz der Haholde gewesen sein (Behausung eines Hahold).
Unweit von Holtershausen in dem Flurstück „In der Mönchelieth“ befand sich einst ein Wirtschaftshof (Grangie) des Zisterzienserklosters Amelungsborn, welcher als der sog. Abtshof bekannt war. Der Ursprung dieses Abtshofes ist in dem Dorf bzw. der Wüstung Winenvelde zu suchen, welches durch sog. Bauernlegen in den Besitz des Klosters kam. Im Jahr 1385 erwarben Mönche des Augustinerklosters zu Einbeck zwei Hufe Land bei dem (damals bereits altem) Sattelhof und Steinwerk in Holtershausen, von welchem heute nur noch Reste existieren. Am 24. August 1421 erhielten die Augustiner-Mönche von Hans von Minnigerode (mit fürstlichem Konsens von Herzog Erich von Grubenhagen) auch noch den Abtshof bei Holtershausen zu Lehen und bekamen ihn 1436 von ihm geschenkt. Das Dorf Holtershausen wurde nachweislich in den folgenden Jahrzehnten Stück für Stück an das Einbecker Augustiner-Kloster verkauft und kam schließlich 1508 ebenfalls in dessen Besitz. Flurnamen wie Mönchelieth, Mönchsbreite und Möncheholz zeugen noch heute von dieser Vergangenheit.
Im Jahr 1543 kommt es zu einem aufwendigen Rechtsstreit zwischen Herzog Philipp I. und Burchard von Salder um das Dorf Holtershausen und den ehemaligen Abtshof nebst Zubehör.
Das Erbregister des Amtes Greene führt 1548 in Holtershausen 3 Hofstellen, mit zwei Ackerleuten und einem Halbspänner auf.
Die Entwicklung des Ortsnamens lässt sich von Haholdeshusen, Holdeshusen, Holdershusen bis Holtershausen (Schreibweise ab Anfang 18. Jahrhundert) urkundlich gut belegen.
Holtershausen war die zweitkleinste selbständige Gemeinde im Herzogtum Braunschweig.
Der Ort bestand noch bis 1959 nur aus 7 Wohnhäusern und hat sich in den vergangenen Jahrzehnten um weitere 11 Häuser und ein Dorfgemeinschaftshaus erweitert. Zu dem Dorf gehört ein Aussiedlerhof und ein Spielplatz.
Im Jahr 1962 trat die Gemeinde Holtershausen der Samtgemeinde Auf dem Berge bei.

Älteste bekannte Ortsansicht auf einer Postkarte von 1911

Das Dorf Holtershausen im Jahr 1918 (Komplettansicht)

Erste farbige Ortsansicht auf einer kolorierten Postkarte um 1925

### Eingemeindungen
Bis 1974 behielt Holtershausen im Landkreis Gandersheim seine politische Selbständigkeit; erst anlässlich der Gebietsreform in Niedersachsen wurde der Ort am 1. März 1974 in die Stadt Einbeck eingemeindet und gehörte nun zum Landkreis Northeim.

### Heimatpflege
Ortsheimatpfleger ist Udo Strohmeier. (Stand: August 2017)

### Einwohnerentwicklung
| Jahr | Einwohner | Quelle        |
| ---- | --------- | ------------- |
| 1552 | 024 ¹     | [ 15 ] [ 17 ] |
| 1774 | 49        | [ 15 ]        |
| 1799 | 44        | [ 15 ]        |
| 1823 | 42        | [ 15 ]        |
| 1858 | 75        | [ 15 ] [ 17 ] |
| 1885 | 53        | [ 15 ]        |
| 1905 | 51        | [ 15 ]        |
| 1910 | 36        | [ 18 ]        |
| 1925 | 51        | [ 19 ]        |
| 1933 | 51        | [ 19 ]        |
| 1939 | 54        | [ 19 ]        |

| Jahr | Einwohner | Quelle        |
| ---- | --------- | ------------- |
| 1946 | 1260      | [ 15 ] [ 17 ] |
| 1950 | 1130      | [ 20 ]        |
| 1956 | 69        | [ 20 ]        |
| 1961 | 53        | [ 21 ]        |
| 1970 | 71        | [ 21 ]        |
| 1973 | 57        | [ 1 ]         |
| 1995 | 75        | [ 15 ]        |
| 2005 | 66        | [ 15 ]        |
| 2015 | 63        | [ 22 ]        |
| 2020 | 63        | [ 23 ]        |
| 0    | 0         | 0             |

¹ davon 6 Männer
|  |

## Politik

### Ortsrat
Der Ortsrat „Auf dem Berge“, der die Ortschaften Bartshausen, Brunsen, Hallensen, Holtershausen, Naensen, Stroit, Voldagsen und Wenzen gemeinsam vertritt, setzt sich aus 13 Ratsmitgliedern zusammen. Die Wahlperiode begann am 1. November 2021 und endet am 31. Oktober 2026.
- Wgem. „Auf dem Berge“: 13 Sitze

(Stand: Kommunalwahl 12. September 2021)

### Ortsbürgermeister, Ortsbeauftragter
Der Ortsbürgermeister ist Gerhard Mika (WG).
Ortsbeauftragter ist Marco Strohmeier. (Stand: Dezember 2021)

### Wappen
| Wappen von Holtershausen | Blasonierung: „Im geteilten Schild oben in Blau drei silberne Mönche nebeneinander, unten in Gold ein fast bis zur Schildmitte hochgezogener blauer Dreiberg, belegt mit einem aus Feldsteinen gemauerten silbernen Ziehbrunnen einschließlich Eimer, der aus dem Schildfuß wächst.“ |
| Wappen von Holtershausen | Wappenbegründung: Das Wappen, welches im Jahr 2000 eingeführt wurde, weist auf den ehemaligen Einfluss der Augustiner-Mönche hin, deren Wirken sich in Holtershausen von 1385 bis 1537 belegen lässt. Der Berg, hier aus grafischen Gründen als Dreiberg ausgebildet, ist das gemeinsame Zeichen der Dörfer „Auf dem Berge“ (Siehe: Samtgemeinde Auf dem Berge). Die Tingierung wurde gewählt, um damit auf die ehemalige Zugehörigkeit zum Herzogtum Braunschweig hinzuweisen. Der Ziehbrunnen erinnert an einen 1991 bei Kanalbauarbeiten wiederentdeckten mittelalterlichen Brunnen mitten in der Dorfstraße, den man in völlig intaktem Zustand vorfand. |

## Kultur und Sehenswürdigkeiten

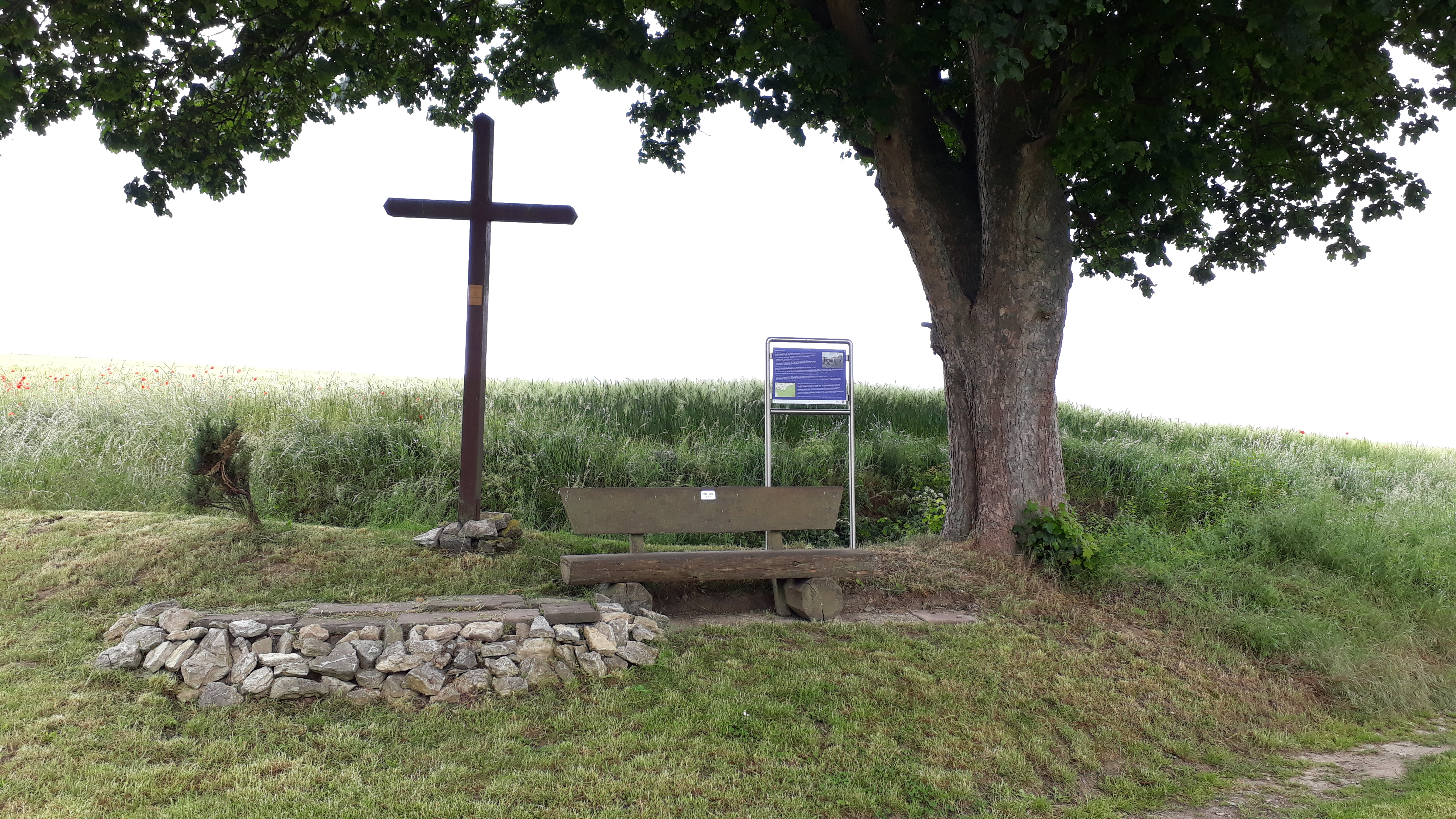
Die Mönchelieth

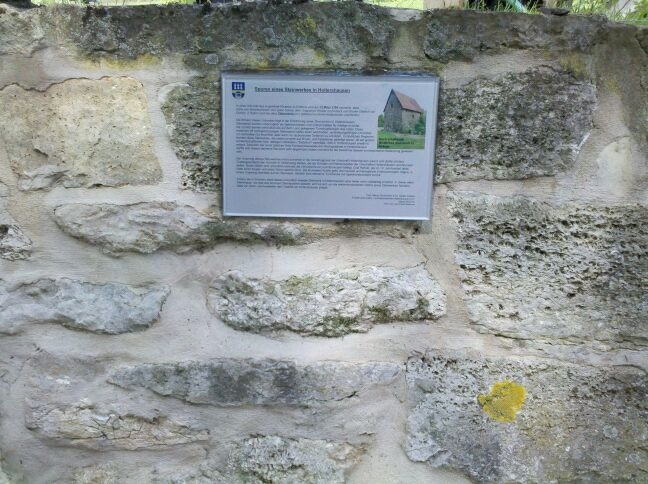
Infotafel an den Resten eines Steinwerkes

„Stein der Erinnerung“ mit Ruhebank

Dorfgemeinschaftshaus mit Feuerwehr und Dorf- und Grillplatz in der Ortsmitte

### Die Mönchelieth mit Holzkreuz
Oberhalb von Holtershausen beginnt auf dem Lietberg (bis 287,7 m) die sogenannte Mönchelieth. Ihre ursprüngliche Größe ist dem Greener Erbregister von 1548 zu entnehmen, welches besagt:

„Monnichelait. Geht an nach Aufgang der Sonne… und gehöret dem Haus Greene bis an das Garlebsche Feld und an die Einbecker Landwehr,…. Es erstreckt sich… den Holdershausischen Acker hinab nach Braunsen wärts bis an die Einbecksche Heerstraße und nach Mittage wärts streckt es sich bis an das Einbecksche Wendfeld und hat junge Eichen und Buchen und ist ein jung Mastholz…. In allen Gehölzen hat der Fürst die Hoheit, ihm gehört auch die Jagd.“

Heute erinnert eine Schautafel an die Geschichte des Dorfes und die Bedeutung der Mönchelieth (siehe Abschnitt Geschichte) in früherer Zeit. Der Platz, den ein großes Holzkreuz ziert, wird regelmäßig für Gottesdienste genutzt. Vom Lietberg hat man einen schönen Überblick über die Umgebung.

### Reste eines historischen Steinwerkes
In der Ortsmitte, in Höhe des Spielplatzes, befinden sich Reste eines historischen Steinwerkes, welches sich urkundlich im Jahr 1385 nachweisen lässt. Heute zeugen nur noch große Steinquader und Mauerreste von diesem einstigen steinernen Bauwerk, das vor vielen Jahrhunderten das Ortsbild prägte. Eine dort angebrachte Infotafel erinnert an dieses Steinwerk und erklärt seine ehemalige Funktion.

### Stein der Erinnerung
Seit September 2024 erinnert ein Gedenkstein in der Ortsmitte (Straße Richtung B 64) an verstorbene Einwohner aus Holtershausen. Ein ehemals vorhandenes Begräbnisfeld am östlichen Ortsrand wurde um 1900 aufgegeben.

### Scheunenwand und Trafoturm mit historischen Motiven
Am 1. und 2. Juli 2023 feierte die Ortschaft ihre 875ste Ersterwähnung im Jahr 1148 mit einem Jubiläumsfest. Im Zuge dieses Festes wurde eine Scheunenwand in der Ortsmitte mit historischen Ortsmotiven versehen und der alte Trafoturm von 1923 am Ortseingang mit alten Ansichten beklebt, die dort dauerhaft verbleiben sollen.

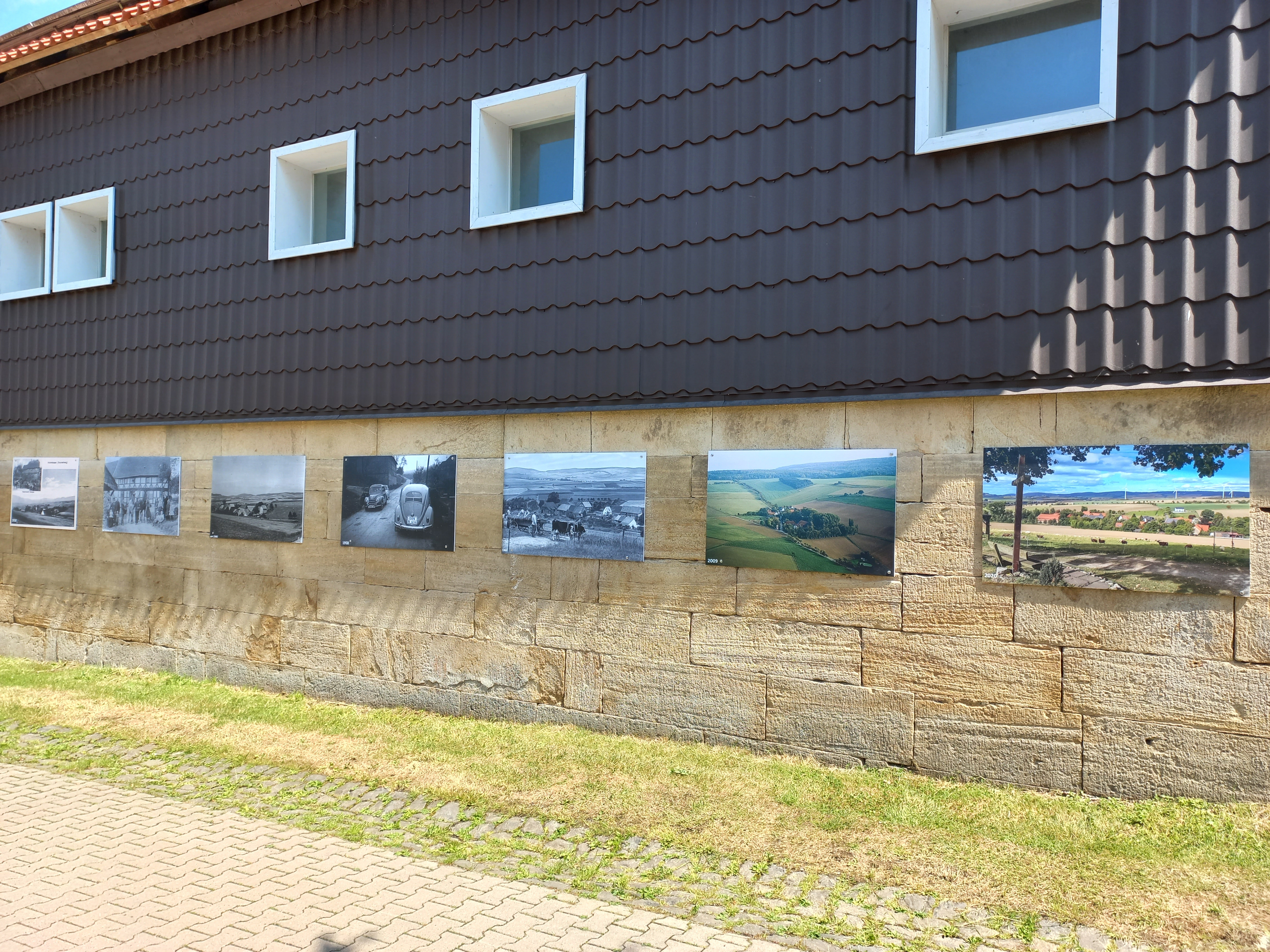
Scheunenwand mit historischen Motiven in der Ortsmitte

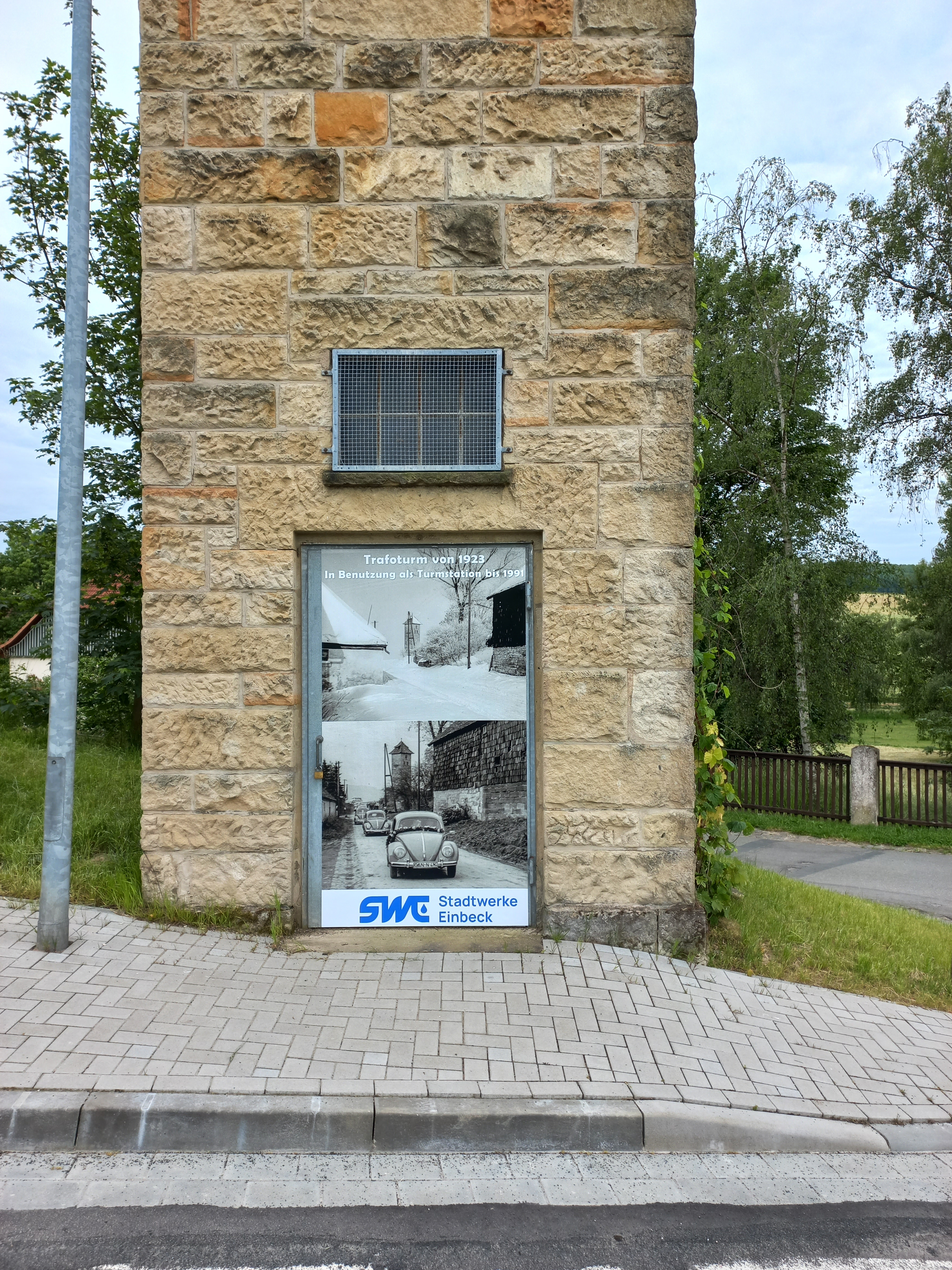
Trafoturm von 1923 mit historischen Motiven am Ortseingang

### Hirschsprung
Zwischen Holtershausen und Greene, im Greener Wald, befindet sich der sog. Hirschsprung-Gedenkstein, der auf ein besonderes Ereignis bei einer herzöglichen Jagd im Jahr 1606 hinweist.

### Vereinsleben
Von etwa 1850 bis 2004 gab es eine Gastwirtschaft in Holtershausen. Die Freiwillige Feuerwehr, die 1955 gegründet wurde und 2020 mit den Dörfern Andershausen und Kuventhal zur Feuerwehr An der Hube fusionierte, und der „Kultur- und Heimatverein Holtershausen e. V.“ von 2006 sind heute Hauptkulturträger im Dorf. Für die verschiedensten Veranstaltungen im Ort wird das Dorfgemeinschaftshaus und der Dorf- und Grillplatz in der Ortsmitte genutzt.

## Sagen und Legenden
Holtershausen verbindet eine Sage mit der Kreisstadt Hameln im Weserbergland. In dem 1854 erschienenen Buch Niedersächsische Sagen und Märchen von Georg Schambach und Wilhelm Konrad Hermann Müller wird über einen Bauern aus Holtershausen berichtet, den ein Traum auf die Hamelner Brücke führt und so zu einem Schatz auf der Mönchelieth verhilft. Das Interessante an dieser Sage ist, dass sich ein wahrer Kern im Jahr 1793 urkundlich belegen lässt.

## Holtershausen in der Literatur
Der Autor und Journalist Dieter Krause beschreibt in seinem autobiografischen Buch "Kollwitz 66" (2017) seine Kindheitsferien bei seiner Westverwandtschaft in Holtershausen und Einbeck. Die Erzählung gibt Einblicke in das Leben der 1950er und 60er Jahre aus der Perspektive eines Stadtkindes aus Ost-Berlin zu Zeiten von Teilung und Mauerbau.